# Patricia Hillas

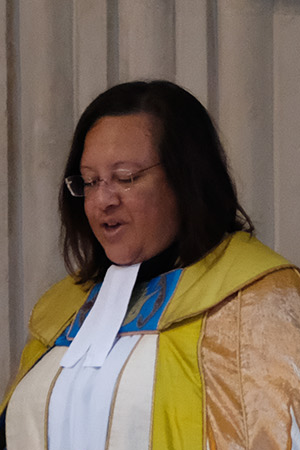
Hillas auf der Kanzel der St.-Pauls-Kathedrale.

Patricia Dorothy „Tricia“ Hillas (* 1966 in Kuala Lumpur, Malaysia) ist eine britische anglikanische Geistliche und seit Oktober 2024 Bischöfin von Sodor und Man. Zuvor war sie von 2021 Chaplain to the Speaker of the House of Commons und Kanonikerin von Westminster Abbey und Erzdiakon von Westminster.

## Leben
Hillas wurde 1966 in Kuala Lumpur als Tochter einer indischen Mutter und eines britischen Vaters geboren. Im Jahr 1971 zog die Familie in das Vereinigte Königreich. Sie verbrachte ihre Kindheit in Lincolnshire. Im Jahr 1984 zog sie dann nach London.
In London arbeitete Hillas zunächst als Jugend- und Sozialarbeiterin und arbeitete insbesondere mit HIV und AIDS Patienten. Sie studierte an der Universität von London und der University of East London. Sie wurde als Priesterin an einem bei der Universität Middlesex akkreditierten Seminar, dem North Thames Ministerial Training Course (NTMTC) ausgebildet.
Im Jahr 2002 wurde sie zur Diakonin geweiht und 2003 zur Priesterin. Ab 2002 war sie in einer Gemeinde in London tätig. Sie arbeitete ab 2005 als Vikarin von St. Barnabas in Northolt und Sub-Dekanin von Northolt, Perivale und Gerrenford. Später wurde sie Pastorin in der St Paul’s Cathedral. Während dieser Zeit setzte sie sich für eine öffentliche Aufmerksamkeit für Flüchtlinge ein. Die Frage von Heimat und Zuflucht sei für Hillas nach ihrer eigenen Angabe ein Kern ihres persönlichen christlichen Glaubens. Auch hielt sie mit dem Dekan der Kirche den nationalen Gedenkgottesdienst nach dem Brand im Grenfell Tower.
Sie wurde 2018 Mitglied der Inter Faith Commission der Anglikanischen Gemeinschaft.
Am 30. Oktober 2019 wurde durch John Bercow im Unterhaus bekanntgegeben, dass Hillas die Nachfolge von Rose Hudson-Wilkin als Chaplain to the Speaker of the House of Commons antreten würde. Bercow würdigte insbesondere ihr Engagement für Obdachlose, Flüchtlinge, Kranke und ihrer Arbeit mit einem von ihr geleiteten Seelsorgeteam nach dem Brand im Grenfell Tower. Hillas wurde dann am 24. Februar 2020 offiziell von Lindsay Hoyle ins Amt ernannt.
Am 4. März 2020 wurde sie in einem Gottesdienst, geleitet vom Dekan von Westminster David Hoyle und mit Lesungen von Sarah Mullally, Elizabeth Adekunle und Lindsay Hoyle, als Chaplain to the Speaker eingeführt.
Mit ihrer Amtseinführung als Speaker’s Chaplain wurde sie ebenfalls leitende Pastorin in St Margaret’s Church und eine der Vikare von Westminster. David Hoyle sprach bei ihrer Amtseinführung davon, dass sie in ihren bisherigen Ämtern großartige Arbeit geleistet habe und dem Aufbau von neuen Verbindungen zwischen Abtei und Parlament gewachsen sei. Lindsay Hoyle sprach ebenso davon, dass mit ihrer Ernennung es eine neue Möglichkeit gebe, die Beziehungen von Parlament und Abtei zu verstärken und der Verbesserung der geistigen Gesundheit der MPs durch die Arbeit der Kaplanin.
In ihrer Funktion als Speaker’s Chaplain zieht sie mit dem Sprecher des Unterhauses zu jedem Sitzungsbeginn in die Unterhauskammer ein und spricht die täglichen Gebete. Im Jahr 2022 organisierte sie ein interreligiöses Treffen im Parlament mit jüdischen und muslimischen Gelehrten.
Am 26. April 2021 wurde sie mit Zustimmung von Elisabeth II. als ständige Kanonikerin von Westminster Abbey ernannt. Dafür gab sie das Amt als leitende Pastorin der St Margaret’s Church auf. Bis Ende Mai 2021 wurde sie dann zusätzlich zum Erzdiakon von Westminster ernannt.
In den Jahren 2022 und 2023 wirkte sie am The Canterbury Preacher’s Companion mit. Außerdem wirkte sie an dem Buch Reflections for Daily Prayer, einem von der Kirche von England veröffentlichten Buch, mit.
Im Oktober 2021 wurde sie Mitglied der Racial Justice Commission des Erzbischofs von Canterbury. Die Kommission hat die Aufgabe systematischen Rassismus in der Kirche von England aufzuarbeiten und zu verhindern.
Als Erzdiakon von Westminster nahm sie ex officio an der Krönung von Charles III. teil. Am 13. Mai 2021 führte sie einen Gedenkgottesdienst im Westminster Palace zu Gedenken der Bombardierung des Parlaments im Zweiten Weltkrieg durch.
Am 16. Mai 2024 wurde ihr Ernennung zur nächsten Bischöfin von Sodor und Man als Leitung der Diözese Sodor und Man bekannt gegeben. Sie wurde am 10. Oktober 2024 durch den Erzbischof von York zur Bischöfin geweiht. Ihre Inthronisation fand am 16. November 2024 statt.

## Privates
Hillas reist gerne und besuchte deshalb bereits viele Länder. Sie ist ein Fan des Watford FC und verheiratet. In ihrer theologischen Arbeit gibt sie an, dass die Arbeit mit der Heiligen Schrift eine Möglichkeit sei Gott zu begegnen, man solle allerdings immer auch dabei bleiben Gottes Präsenz in der Welt zu suchen.